# Costa d'Avorio ai Giochi della XXIX Olimpiade
La Costa d'Avorio ha partecipato ai Giochi della XXIX Olimpiade di Pechino, svoltisi dall'8 al 24 agosto 2008, con una delegazione di 22 atleti.

## Atletica leggera
| Gara  | Atleta                | Batterie | Batterie | Quarti | Quarti | Semifinali | Semifinali | Finale | Finale |
| Gara  | Atleta                | Tempo    | Pos.     | Tempo  | Pos.   | Tempo      | Pos.       | Tempo  | Pos.   |
| ----- | --------------------- | -------- | -------- | ------ | ------ | ---------- | ---------- | ------ | ------ |
| 100 m | Affoué Amandine Allou | 11"75    | 5        |        |        |            |            |        |        |

## Calcio

### Torneo maschile

#### Squadra
Allenatore:  Gérard Gili
| N. | Pos. | Giocatore                  | Data nascita (età)     | Pres. | Reti | Squadra                |
| -- | ---- | -------------------------- | ---------------------- | ----- | ---- | ---------------------- |
| 1  | P    | Vincent de Paul Angban     | 2 febbraio 1985 (23)   |       |      | ASEC Mimosas           |
| 2  | D    | Serges Wawa                | 1º ottobre 1986 (21)   |       |      | ASEC Mimosas           |
| 3  | D    | Ousmane Viera Diarrassouba | 21 dicembre 1986 (22)  |       |      | CFR Cluj               |
| 4  | D    | Souleymane Bamba           | 13 gennaio 1985 (23)   |       |      | Dunfermline Athletic   |
| 5  | D    | Angoua Brou Benjamin       | 28 novembre 1986 (21)  |       |      | Budapest Honvéd        |
| 6  | C    | Hervé Kambou               | 1º maggio 1985 (23)    |       |      | Bastia                 |
| 7  | C    | Kafoumba Coulibaly         | 26 ottobre 1985 (22)   |       |      | Nizza                  |
| 8  | A    | Salomon Kalou              | 5 agosto 1985 (22)     |       |      | Chelsea                |
| 9  | A    | Franck Dja Djedje          | 2 giugno 1986 (22)     |       |      | Grenoble               |
| 10 | A    | Emmanuel Koné              | 31 dicembre 1986 (21)  |       |      | CFR Cluj               |
| 11 | C    | Anthony Moura-Komenan      | 20 gennaio 1986 (22)   |       |      | Libourne-Saint-Seurin  |
| 12 | D    | Mamadou Bagayoko           | 31 dicembre 1989 (18)  |       |      | Africa Sports National |
| 13 | C    | Gneki Guie Abraham         | 25 luglio 1986 (22)    |       |      | Budapest Honvéd        |
| 14 | A    | Gervinho                   | 27 maggio 1987 (21)    |       |      | Le Mans                |
| 15 | C    | Mekeme Tamla Ladji         | 19 settembre 1985 (22) |       |      | Stade Laval            |
| 16 | P    | Christian Fabrice Okoua    | 8 novembre 1991 (16)   |       |      | Africa Sports National |
| 17 | A    | Antoine N'Gossan           | 30 novembre 1990 (17)  |       |      | ASEC Mimosas           |
| 18 | P    | Sekou Cissé                | 23 maggio 1985 (23)    |       |      | Roda JC                |

#### Prima fase
| Arbitro: | Stark |

|           |           |                      |
| Cissé 54’ | Marcatori | 43’ Messi 86’ Acosta |

| Arbitro: | Moreno |

|                         |           |                                                       |
| Mrdaković 16’ Rakić 90’ | Marcatori | 3’ Cissé 24’ (aut.) Rajković 70’ Kalou 90+2’ Gervinho |

| Arbitro: | Marrufo |

|           |           |  |
| Kalou 81’ | Marcatori |  |

| Squadra             | P.ti | G | V | N | P | GF | GS | DR |
| ------------------- | ---- | - | - | - | - | -- | -- | -- |
| Argentina U-23      | 9    | 3 | 3 | 0 | 0 | 5  | 1  | +4 |
| Costa d'Avorio U-23 | 6    | 3 | 2 | 0 | 1 | 6  | 4  | +2 |
| Australia U-23      | 1    | 3 | 0 | 1 | 2 | 1  | 3  | -2 |
| Serbia U-23         | 1    | 3 | 0 | 1 | 2 | 3  | 7  | -4 |

#### Seconda fase
Quarti di finale
| Arbitro: | Moradi |

|                                  |           |  |
| Odemwingie 44’ Obinna 82’ (rig.) | Marcatori |  |

## Canoa/kayak
| Gara      | Atleta              | Batterie | Batterie | Semifinali | Semifinali | Finale | Finale |
| Gara      | Atleta              | Tempo    | Pos.     | Tempo      | Pos.       | Tempo  | Pos.   |
| --------- | ------------------- | -------- | -------- | ---------- | ---------- | ------ | ------ |
| K1 500 m  | Kotoua Francis Abia | 2'00"716 | 7        |            |            |        |        |
| K1 1000 m | Kotoua Francis Abia | 4'14"411 | 8        |            |            |        |        |

## Nuoto
| Gara              | Atleta               | Batterie | Batterie | Semifinali | Semifinali | Finale | Finale |
| Gara              | Atleta               | Tempo    | Pos.     | Tempo      | Pos.       | Tempo  | Pos.   |
| ----------------- | -------------------- | -------- | -------- | ---------- | ---------- | ------ | ------ |
| 50 m stile libero | Kouassi Olivier Brou | 26"08    | 76       |            |            |        |        |

## Taekwondo
| Gara  | Atleta          | Ottavi                           | Tabellone principale | Tabellone principale | Tabellone principale | Ripescaggi                     | Ripescaggi |  |
| Gara  | Atleta          | Ottavi                           | Quarti               | Semifinali           | Finale               | Semifinali                     | Finale     |  |
| ----- | --------------- | -------------------------------- | -------------------- | -------------------- | -------------------- | ------------------------------ | ---------- |  |
| 80 kg | Sebastien Konan | Mauro Sarmiento (Italia) 1-4     |                      |                      |                      | Steven López (Stati Uniti) 0-3 |            |  |
| 57 kg | Mariam Bah      | Robin Cheong (Nuova Zelanda) 0-1 |                      |                      |                      |                                |            |  |